# Méhlakás

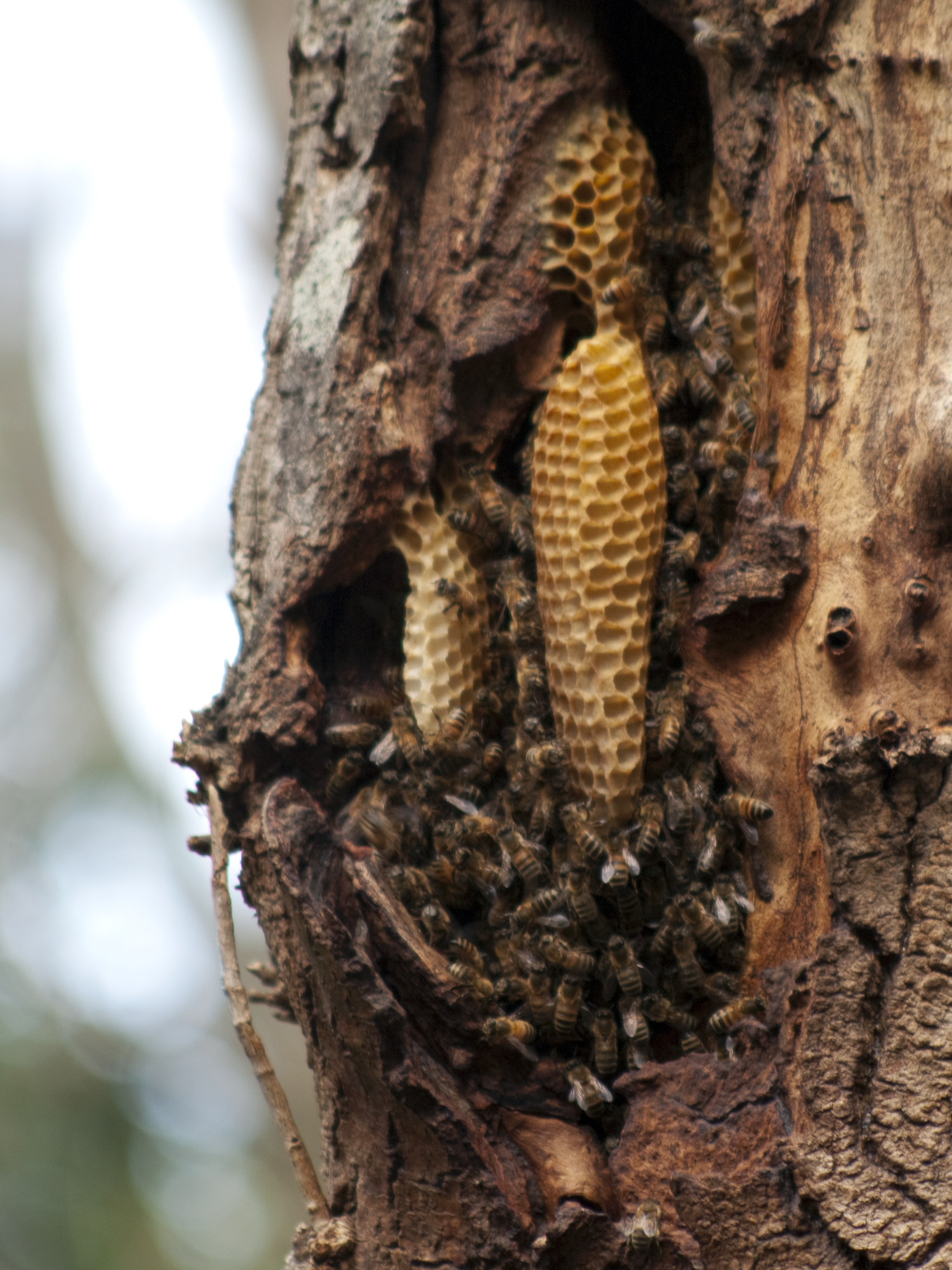
Természetes méhlakás egy fa odvában

Méhlakásnak nevezik az üreglakó társas méhek (házi méh, indiai méh) lakhelyeit. A természetben a méhek fák odvában, sziklaüregekben telepednek meg. Az ember által otthagyott holmikba is beköltözhetnek, így szokatlan helyeken (bronzszoborban, falrésekben, postaládákban, ágyúcsőben) is találni méhcsaládokat. Az afrikanizált méhek nevezetesek arról, hogy nem túl válogatósak, még gumiabroncsokban is berendezik szállásukat. A jó fészkelőhely elég tágas ahhoz, hogy befogadjon egy méhcsaládot, ez legalább 15 l; elég meleget kap a Naptól, védett az elemektől, jól védhető, és nem laknak benne zavaró és bosszantó tényezők, például hangyák vagy egerek.

## Régi hagyományos méhlakások

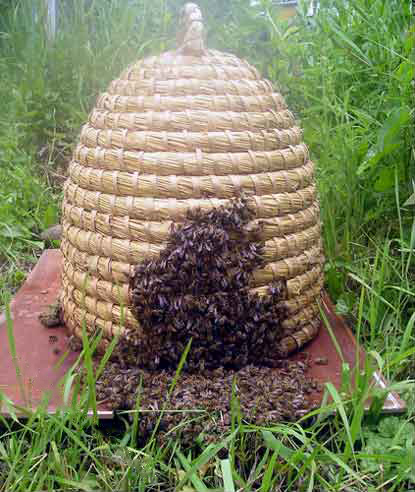
Hagyományos méhkas

A méhészetben először továbbra is a természetes faodúban tartották a méheket. Később kasokat készítettek, amelyek könnyebben kezelhetők voltak. Az ókori Egyiptomban agyagcsőben tartották a méheket. Az ókori görögöknek és rómaiaknak szétszedhető kasaik voltak, és közel jártak már a keretenként szétszedhető kaptár megépítéséhez.
Magyarországon a kasokat fűz, fagyal vesszőjéből, szőlővenyigéből vagy szalmából készítették. Ismert volt a bödönkaptár is, ami hordóból készült. Különösen bortermelő vidékeken volt népszerű.
A kasokat általában vagy alájuk ásott üreggel, vagy a kas anyagához hasonló olcsó anyagokkal, vagy kéreggel toldották meg. A viaszt, mézet többnyire felülről vették el a méhek megkímélésével, vagy elpusztították a családot. Tessedik Sámuel 1794-től a méhek leölése nélkül szedte el a lépeket, de sok helyen Magyarországon még a 19. században is úgy vették el a mézet, hogy összekeveredett a viasszal és a fiasítással, így exportra alkalmatlanná vált. Magyarországon 1936-ban a méhcsaládok 20%-a kasban lakott. 1947-ben betiltották az egészséges méhcsaládok elpusztítását.
A kasos méhészkedés több viaszt termel, és rajoztatásra, a családok szaporítására is kedvező. Rajzási időn kívül kevés munka van vele. Mivel a lépek nem keretre épülnek, a mézet nem lehet pergetni. Kísérleteztek keretes kassal, de ez nem terjedt el. A család vizsgálata nehézkes. Rajoztató méhészkedésre a rakodókaptár is alkalmas. Mindezek miatt a kasos méhészkedés visszaszorulóban van.

## Kaptárak

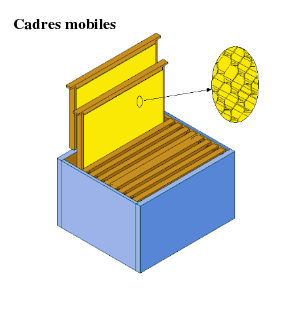
Kivehető keretes kaptár

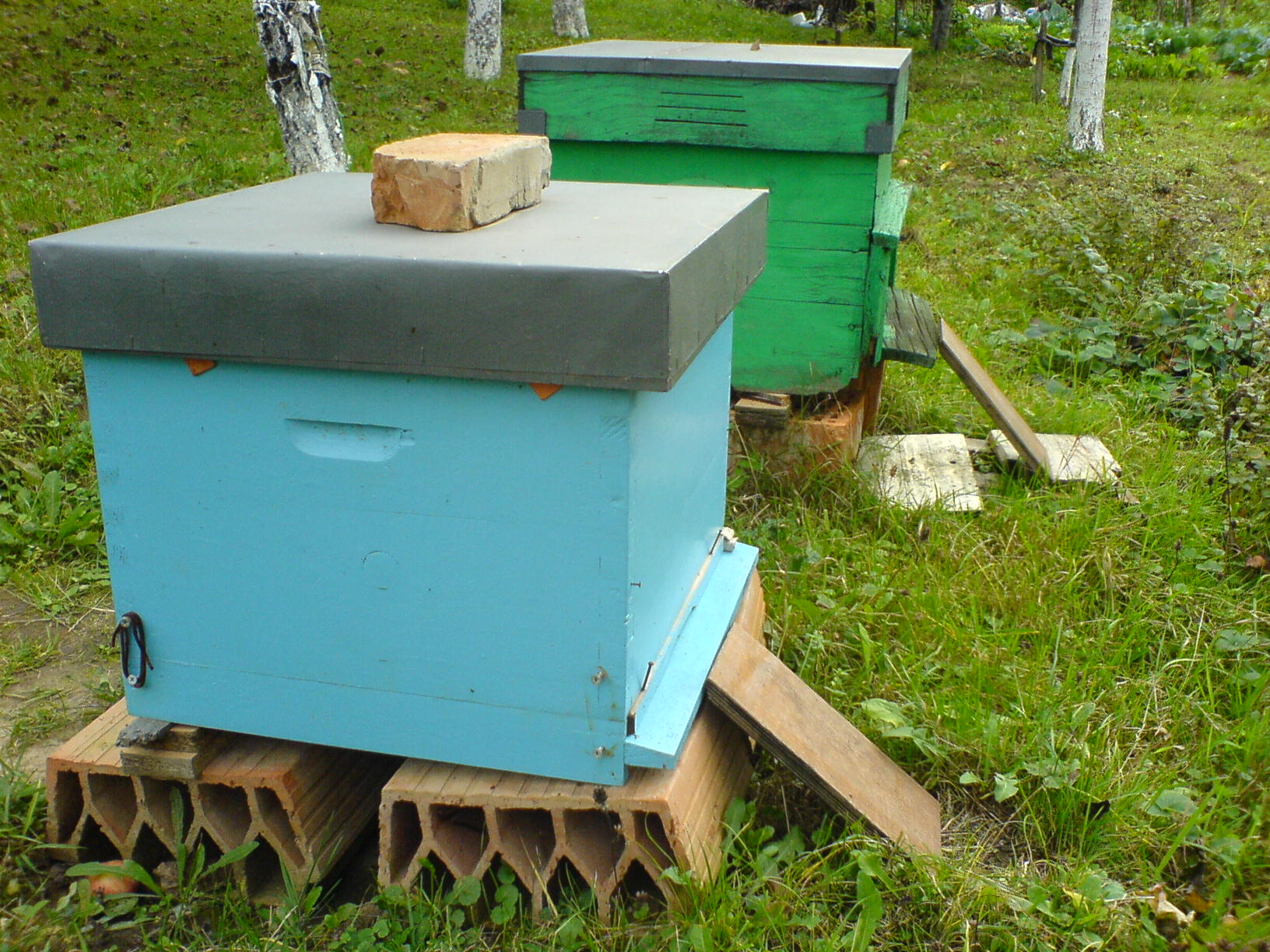
Felső kezelésű: Dadant-Blath kaptár

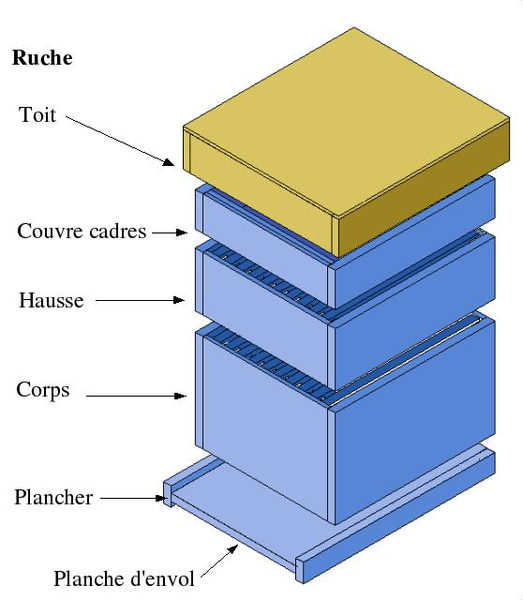
A Dadant-kaptár szerkezete

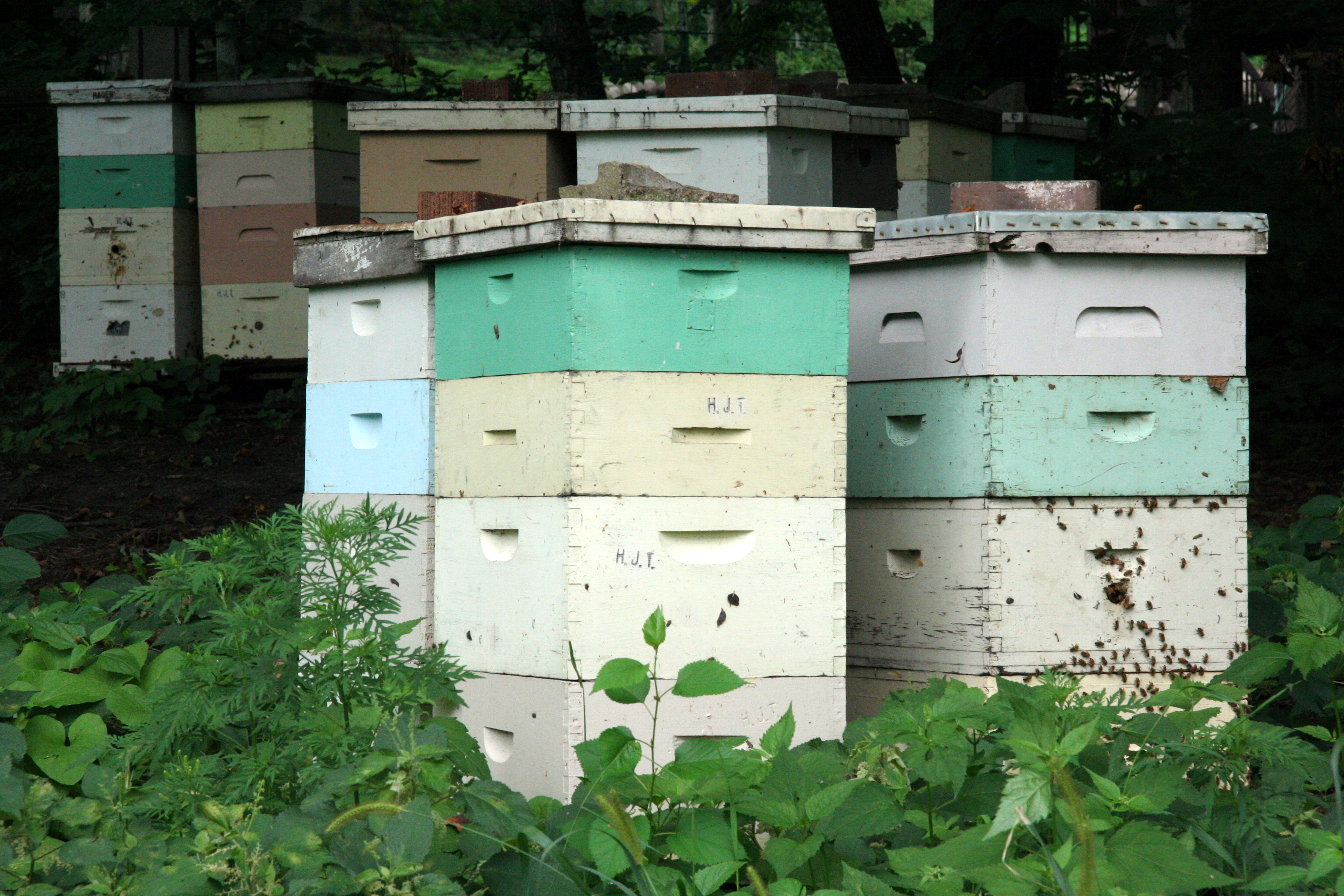
Rakodókaptár

A 18. századtól kezdve kezdődött el a kísérletezés a könnyebben szétszedhető és kezelhető méhlakásokkal. A köpűben már jobban kezelhető volt. Ha túl közel van a keret a falhoz, akkor a méhek odaragasztják; ha túl messze, akkor zugépítménnyel töltik ki a fölös helyet. A méhjárat feltalálása nyomán lehetőség nyílt kaptárak építésére. Ezt a 19. században többen is feltalálták. Jakab József az 1840-es években már ennek az ismeretnek birtokában épített kaptárt. A találmányt a világ Lorenzo Lorraine Langstroth (1810–1895, USA, Philadelphia) nevéhez köti. Kereteket már korábban is ismertek.
Aszerint, hogy a méhész hol nyithatja fel a kaptárt, a kaptár lehet hátsó vagy felső kezelésű. Alakja szerint lehet álló vagy fekvő. A röpnyílás helyzete és a lépek iránya szerint lehet hideg vagy meleg építményű. A vándorkaptár kifejezetten vándorméhészkedésre van előkészítve, például benne a lépek rögzítve vannak. A lapozókaptár lépjei éllel néznek az ajtó felé, és úgy lapozhatók, mint a könyvlapok. A rakodókaptár fiókokból áll, könnyen bővíthető és szűkíthető újabb fiók felrakásával vagy egy fiók elvételével. Rendszerint a legalsó fiókba korlátozzák az anyát.
A felső kezelésű kaptárak tetejét védeni kell. Ha nem konténerben áll, akkor magára a tetőre kell borítás, ami lehet bőr, fémlemez, vagy kátránypapír. A fém nem segít a hőszigetelésben, viszont tartós, és vándorláskor nem sérülhet. A bőr kevésbé bírja a vándorlást. A kátránypapír olcsó, viszont hamar tönkremegy.
A hideg építményű kaptárban a lépek éllel néznek a röpnyílás felé. Előnye a jobb szellőzés, és a méhek közlekedését is megkönnyíti. Meleg építményű kaptárban a lépek lappal néznek a röpnyílás felé. Segíti a hőgazdálkodást, és benne a lépek szimmetrikusan épülnek ki, azaz a mézkoszorú mindkét oldalon ugyanolyan mélyre ér le. A kaptárak röpnyílása nyílhat alul vagy felül is. Az alsó a takarításnak és a fejlődésnek, a felső a szellőzésnek és a védekezésnek kedvez. Szükség esetén a röpnyílást szűkíteni kell.
A röpnyílás elé deszka nyúlik ki, hogy segítse felszállni a méheket. Hívják szállódeszkának, röpdeszkának vagy küszöbnek. A kaptár szállításakor hajlamos letörni, ezért szállítás előtt le kell venni, majd érkezés után feltenni. Készítenek kaptárakat felhajtható röpdeszkával. A kaptár aljánál tisztítórés lehet. Ezt egy léc zárja. Ezen át kotorászva segíthet a méhész a takarításban.
A kaptár méretének igazodnia kell a család méretéhez, és a hordáshoz. Nagyobb kaptárban a család nagyobbra nőhet, és a méznek is több hely jut, viszont lassabban és drágábban épülnek benne a lépek. Örösi azonban mégis inkább a nagyobb kaptárt ajánlja, mert abban tovább van helyük építeni a méheknek. A méhlakás rendszerint fészekre és méztérre oszlik, amit az anyarács behelyezése is támogat. Így könnyebb elvenni a fölös mézet, mert a méztérbe nem kerülhet fiasítás.
A kaptárak hőszigetelését javíthatják úgy, hogy kettős fallal készítik őket, vagy deszkaköpenyt készítenek hozzá. A köpeny a védelem mellett a mézkamrának is helyet adhat.
A többes kaptárak egybeépített kaptárak több család számára. Viszonylag ritka, mert az egyes kaptár könnyebben kezelhető, szállítható. Kettes, vagy ikekerkaptárak, hármas kaptárak még előfordulnak.
A szabadban álló kaptárt lábra kell állítani, védekezésként a hangyák ellen. Ennek érdekében a lábaknak vizes edénykében kell állniuk, és a vizet rendszeresen újra kell tölteni.
A szabadon álló kaptárat festeni is kell. A festék ne tartalmazzon rovar- vagy gombaölőt, ne legyen piros, és a méhek tájékozódásának segítésére legyen minden kaptár más színű, vagy legyen a röpnyílása fölött egy másik jel. A színekkel és formákkal a méhek látásához kell igazodni, így a színek legyenek jól megkülönböztethetők. Az alakzatokkal óvatosnak kell lenni, mert a méhek összetévesztik a kört, a háromszöget, a négyzetet és a ferde vonalat. Ezektől megkülönböztetik az X-et, az Y-t, a csúcsára állított négyzet vonalat, meg a négy függőleges csíkot, de ennek a csoportnak a tagjait sem tudják megkülönböztetni. Mivel az anya lát a legrosszabbul, ezért ha nászrepülés várható, akkor az adott kaptárat nagy méretű fekete fóliával vagy fehér lappal kell megjelölni.

## Magyar kaptártípusok
A lengyel Jan Dzierżon által megalkotott kaptárban még csak felső léc volt, de sokáig a keretes kaptárt is dzierżonnak nevezték.
Az országos kaptár három keretsoros, hátsó kezelésű kaptár. Keretének mérete  24 x 18,5 cm, amibe 1 kg méz fér. Az Országos Magyar Méhészeti Egyesület 1874-ben, az állam 1887-ben fogadta el szabványnak.
A nagy Boczonádi kaptár felülről nyitható fekvőkaptár. Keretmérete 42 x 36 cm, a keretek száma 15, 16, 18 vagy 24. Készül meleg és hideg építményűnek is. Megalkotója Boczonádi Szabó Imre, aki 1913-ban mutatta meg. Az első világháború után csak ezzel vándoroltak, mert jobban lehetett szállítani, mint az akkoriban használt országos szabvány rakodókaptárt. Lépmérete az országos négyszerese, térfogata az országos háromszorosa volt. Báró Ambrózy Béla népszerűsítette ezt a típust, mivel megtöbbszörözte a méztermést. A szocializmus alatt az egyik szabvány kaptártípussá tették meg. A fekvő kaptárak elterjedtsége a történelmi Magyarország területére jellemző.
A szocializmusban a másik szabvány magyar kaptártípusnak a Hunor kaptárat tették meg. Ez rakodókaptár, 42 x 27 cm-es keretmérettel. Az országos egyesület már 1927-ben ajánlotta. Egyes méhészek más keretméretet használnak a fészekben és a méztérben. Ma a külföldön is kedvelt Langstroth (44,8 x 23,2 cm) és a Dadant-Blatt (43,5 x 30 cm) keretméretű kaptárak is terjednek Magyarországon.
A Langstroth-kaptár megalkotója Loranzo Langstroth (1810-1895) lelkész, tanár és méhész, aki a méhjáratot is felfedezte.

### Tamaskó-féle kaptár
Általánosságban háromféle kaptártípust ismerünk:
1. a bátul- vagy oldalkezelésű méhesbe, pavilonokba, vagy dúcokba állítható kaptárakat különféle kiképzéssel és méretben;
2. a fekvőrendszerű, egykeretsoros felülről kezelhető kaptárakat;
3. a rakodó rendszerű, felsőmézteres, szintén felülről- vagy kombinálva felülről és oldalt kezelhető kaptárakat.
Tamaskó József a kaptár megalkotásánál azt a célt tűzte maga elé, hogy a három rendszer lényeges előnyeit egy kaptárban összehozza és a hátrányokat kiküszöbölje. Olyan kaptárt óhajtott szerkeszteni, amelyben megtalálható a méhészeti haladás addig megvalósított összes előnye és ugyanakkor a racionális méhészkedés követelményeinek a legjobban megfelel. A kitűzött célját elérte és így jött létre a Tamaskó-féle kaptár.